# Siricio
Siricio (en latín: Siricius) fue el 38.º papa de la Iglesia católica. Ofició de pontífice entre 384 y su muerte, acaecida en 399. Su actividad tendió a reforzar la autoridad de la Iglesia de Roma, a través de decretales pontificias y epístolas a obispos que contenían reglas, disposiciones y decisiones conciliares. Colaboró en repetidas oportunidades con Ambrosio de Milán, e Isidoro de Sevilla lo recordó como clarissimus pontifex («ilustre pontífice»).

## Pontificado
Al morir el papa Dámaso I en diciembre de 384, Jerónimo de Estridón era un fuerte candidato para sucederlo. Había tratado asiduamente a Dámaso y trabajado bajo su influjo en Roma. Sin embargo, su fuerte carácter y las tensiones que se habían suscitado entre el clero de Roma y él hicieron que no tuviera la aceptación necesaria. Fue elegido Siricio, quien comenzó su pontificado en 384. Jerónimo abandonó definitivamente Roma en agosto de 385 y regresó a Oriente, estableciéndose en Belén.
Siricio fue el primer papa en utilizar su autoridad en sus decretos utilizando palabras como: "Mandamos", "Decretamos", "Por nuestra autoridad..." en el estilo retórico típico del emperador. Siricio fue también el primero en usar el título de papa. 
Consagró la primera basílica de San Pablo Extramuros. Su nombre aún puede leerse en una columna que no resultó dañada durante el incendio de 1823 que destruyó casi totalmente aquella basílica.
Con tres decretales reafirmó la tradicional obligación de los clérigos (obispos, presbíteros y diáconos) de mantener la continencia, no quedando permitido a los clérigos casados tener relaciones conyugales con sus esposas.
Murió el 26 de noviembre de 399 y está enterrado en las catacumbas de Priscila. Su nombre no fue incluido en la lista de los santos hasta el siglo XVIII, por el papa Benedicto XIV.